# Kaplica ewangelicka w Mistrzowicach
Kaplica ewangelicka w Mistrzowicach – ewangelicka kaplica cmentarna w Czeskim Cieszynie, w kraju morawsko-śląskim w Czechach. Znajduje się w dzielnicy Mistrzowice, na miejscowym cmentarzu luterańskim.

## Historia
Drewniana dzwonnica istniała na cmentarzu ewangelickim w Mistrzowicach istniała od 1849. 15 marca 1903 zapadła decyzja o budowie murowanej kaplicy, poprzedzona stosownym wnioskiem przygotowanym przez Jerzego Siostrzonka.
Prace budowlane prowadzone były nieodpłatnie. Największy wkład finansowy pochodził od właściciela cegielni w Sibicy, Franciszka Górniaka, a także Marii Pelarowej, fundatorki jednego z dwóch umieszczonych w wieży kaplicy dzwonów. Dzwon ten pochodził z 1903 i umieszczony na nim został napis Panie! miłosierdzie Twoje niebios sięga, a chwała Twoja aż po obłoki - Ofiarowała Maria Pelarowa. Oba dzwony zostały zarekwirowane na potrzeby wojenne w 1916 i zastąpione później stalowymi.